# Hamburg Distretto 21
Hamburg Distretto 21 (Notruf Hafenkante) è una serie televisiva tedesca. prodotta dal 2007. dalla ZDF.

## Episodi
| Stagione                 | Episodi | Prima TV originale | Prima TV Italia |
| ------------------------ | ------- | ------------------ | --------------- |
| Prima stagione           | 22      | 2007               | 2008            |
| Seconda stagione         | 25      | 2007-2008          | 2009            |
| Terza stagione           | 25      | 2008-2009          | 2009            |
| Quarta stagione          | 25      | 2009-2010          | 2010            |
| Quinta stagione          | 25      | 2010-2011          | 2011            |
| Sesta stagione           | 28      | 2011-2012          | 2012            |
| Settima stagione         | 27      | 2012-2013          | 2012-2013       |
| Ottava stagione          | 13      | 2013-2014          | 2013            |
| Nona stagione            | 27      | 2014-2015          | 2015            |
| Decima stagione          | 29      | 2015-2016          | 2018            |
| Undicesima stagione      | 29      | 2016-2017          | 2018            |
| Dodicesima stagione      | 27      | 2017-2018          | 2019            |
| Tredicesima stagione     | 26      | 2018-2019          | 2021            |
| Quattordicesima stagione | 25      | 2019-2020          | 2021            |
| Quindicesima stagione    | 25      | 2020-2021          | 2023            |
| Sedicesima stagione      | 28      | 2021-2022          | 2024-2025       |
| Diciassettesima stagione | 26      | 2022-2023          | 2025-2026       |
| Diciottesima stagione    | 26      | 2023-2024          | 2026-2027       |
| Diciannovesima stagione  | 25      | 2024-2025          | 2027-2028       |

## Trama
Si raccontano le vicende del gruppo di polizia "distretto 21" di Amburgo, in preda ai casi più difficili e sconvolgenti.

## Personaggi

### Il Distretto 21
- Martin Berger: il dirigente del Distretto è un ottimo capo, molto alla mano (si fa dare del tu da tutti i sottoposti) senza che ciò intacchi la sua autorità. Sa valorizzare il personale, proteggendolo quando è il caso, ed è abbastanza lungimirante da accettare critiche se le riconosce fondate. Nel privato, risulta felicemente sposato con Karin e padre affettuoso di Lena, una bambina ancora piccola, che poi si trasforma in un'adolescente problematica. Riceve una promozione e lascia quindi la serie durante l'ottava stagione, sostituito da Wolf Haller.

- Nils Meermann: ottimo investigatore e uomo d'azione ma provvisto di una grande umanità, Nils convive con la dottoressa Anna Jacobi del pronto soccorso dell'EKH e con il figlio di lei, Ole, all'incirca decenne. Nils adora Anna e considera Ole come un figlio. La giovane dottoressa ricambia ma è restia al matrimonio per via della precedente, fallimentare esperienza vissuta con il padre di Ole. Si convincerà, alla fine, al gran passo dopo che lei e Nils affrontano insieme un grandissimo pericolo. Ma non ci sarà un lieto fine: il giorno prima delle nozze Anna muore in un incidente, e successivamente il piccolo Ole, che pure vuole un gran bene a Nils, preferisce andare a vivere con i nonni materni che gli garantiscono una vera vita familiare. Nils, che ad Amburgo non ci si trova più, presto si fa trasferire in Renania, uscendo così dalla serie, primo fra i protagonisti.

- Melanie Hansen: Melanie fa squadra con Nils ed è anch'essa un investigatore di grande esperienza. Nel privato, ha intrecciato una relazione con il comandante della polizia Peters, il quale le promette spesso di lasciare la moglie per lei senza decidersi mai a farlo veramente. Peggio ancora, dopo aver provocato un incidente d'auto in cui un uomo è rimasto ucciso, Peters scarica la responsabilità sulla ragazza. Melanie lo smaschera e lo lascia, rimanendo però molto amareggiata. Ma il vero amore di Melanie è quello per Nils: un amore senza speranza. E neppure quando la dottoressa Jacobi muore, Melanie fa progressi nel cuore di Nils: l'uomo, disperato, finisce, è vero, fra le sue braccia per una notte: ma non funzionerà. All'inizio della quarta serie si innamora di Cristoph Olsten, un giovane architetto. Purtroppo il risveglio è amaro: Christoph ha intrecciato il rapporto con lei solo per screditarla, inducendola a comportamenti poco ortodossi per una poliziotta. Nel corso degli ultimi episodi della settima stagione conosce Helen Anneza, dottoressa, la quale fu coinvolta in un caso di polizia. Le due stringono subito un forte legame di amicizia, destinato però a durare poco.

- Bernd Thomforde: uomo di statura molto alta, a volte suscita ilarità perché deve chinarsi per attraversare le porte. Anche lui è un abile e sperimentato investigatore, provvisto di grande umanità. Ha un rapporto conflittuale con l'anziano padre, che ha rovinato la vita della moglie e del figlio bambino con i suoi eccessi di alcoolista: ciò non impedisce al buon Boje di prendersi in casa il genitore sfrattato. Nel corso di un'indagine Boje conosce Elke, la tenutaria del Big Easy, un locale a luci rosse. A dispetto del mestiere, Elke è una donna buona e generosa e presto fra lei e Thomforde nasce un sincero amore. Ma tutto sembra finire quando Boje scopre che Elke non si limita a dirigere il locale ma occasionalmente si prostituisce ancora. Esce di scena nella terza stagione perché viene inserito nel programma di protezione testimoni, insieme a Elke e alla loro figlia adottiva.

- Franziska Jung: all'inizio è la novellina del Distretto. Ha un aspetto gentile, da ragazzina. Inesperta e insicura, da principio commette diversi errori professionali e si convince che i colleghi, primo fra tutti Boje, con cui fa squadra, la considerino un fallimento: chiede quindi il trasferimento, salvo annullarlo all'ultimo minuto quando si rende conto di essere stata, invece, pienamente accettata da tutto il Distretto. All 'inizio si innamora di un paramedico dell'EKH di nome Malte in seguito quando egli si trasferisce, si sposa con Philipp e avrà tre figli (Emma, Felix, Johanna)

- Björn Wollenberger: è un poliziotto di mezza età che è, insieme, centralinista, tramite con le volanti e prezioso ricercatore di dati. Bonariamente pettegolo, sa sempre tutto di tutti.

- Kai Norden: è un poliziotto che sostituisce Nils così affiancando Melanie. I rapporti fra di loro all'inizio non sono buoni ma poi nasce una bella amicizia. Kai è perennemente squattrinato perché deve mantenere sua madre nella villetta di famiglia, che la donna non vuole abbandonare. Solo dopo essersi seriamente ammalata essa finalmente cede, acconsentendo che la casa sia venduta e il ricavato impiegato per pagare la retta di una costosa casa di riposo. Vi si trova bene ma non vi resta a lungo. Il suo sogno è fare un viaggio in Canada, a lungo progettato ma mai realizzato fino ad allora. Il figlio acconsente ad accompagnarla e per far ciò chiede al Distretto una lunga aspettativa. Viene sostituito da Mattes Seeler.

- Henning Storm: sostituisce Boje al fianco di Franzi, della quale diventa amico. È un pugile dilettante: divorziato, viene assillato dall'ex moglie Mara che vorrebbe rimettersi insieme a lui, ed in ogni caso lo perseguita con tutta una serie di richieste pratiche. La presenza della donna complica il legame che si va stabilendo fra il poliziotto e la dottoressa Jasmine Jonas. Però Storm, a seguito di una brutta caduta in casa, si procura una lesione alla schiena e deve prendere un'aspettativa.

- Mattes Seeler: sostituisce Kai Norden. I veterani del distretto lo chiamano all'inizio "la matricola" o "il tirocinante". È molto giovane, apparentemente timido e remissivo. Ha una quantità di titoli e di attestati di corsi brillantemente superati. È una persona molto scherzosa e divertente quando è con la sua partner Melanie, hanno risolto molti casi insieme e si alternano spesso con i loro colleghi. È poliglotta.

- Peter Leitl: funzionario di polizia a Monaco di Baviera, viene assegnato al 21 Distretto nell'ambito di uno scambio fra questure. Viene messo in coppia con Franzi, data la forzata assenza di Storm. È un uomo aitante, la cui divisa verde oliva, propria della polizia bavarese, stupisce tutti, colleghi e altri che vengono a contatto con lui. Nel doppiaggio italiano va perduta una caratteristica dell'originale, cioè il fatto che non sempre Peter, abituato al dialetto bavarese, capisce il modo di parlare che hanno ad Amburgo. Peter dà buona prova di sé e viene molto stimato dai colleghi amburghesi. Quando riparte per la sua Monaco, viene salutato con affetto da tutti.

- Hans Moor: ispettore capo di polizia, è stato trasferito per motivi disciplinari dalla polizia criminale al PK 21. Sostituisce Henning Storm e affianca Franzi Jung. Quasi alla fine della stagione 15 parte da Amburgo per non tornare più e lasciando il distretto con un poliziotto in meno

- Claudia Fischer: viene trasferita dal distretto 23, ispettore capo di polizia. Data la sua lunga esperienza, viene affiancata a Tarik Coban, appena uscito dalla scuola di polizia. Nel corso della sesta stagione incontra vari problemi con suo figlio Max.

- Tarik Coban: uscito dalla scuola di polizia viene assegnato al distretto 21, e viene affiancato alla veterana Claudia Fischer, anch'essa arrivata da poco, con il quale instaura un buon rapporto d'amicizia, anche quando è in difficoltà

- Mark Grüning: vicecommissario arrivato al distretto nel bel mezzo della settima stagione per sostituire Berger, in congedo per farsi operare alla schiena. Si dimostra poco esperto e poco cortese nei confronti dei suoi sottoposti, i quali attendono con ansia il rientro del Commissario Berger.

- Wolf Haller: è il nuovo responsabile del distretto dopo la promozione di Martin Berger. Appena arrivato al PK21 fece la pulizia di tutto il suo ufficio buttando tutto quello che c'era del vecchio capo. Lui è molto più severo e riservato rispetto al vecchio capo Martin Berger, inoltre è anche un tifoso sfegatato del st. Pauli, squadra di Amburgo, e rivale dell'Amburgo SV.
- Alexandra Seiffart: Alexandra, è arrivata nella nona stagione per sostituire Franzi Jung incinta della sua terza figlia Johanna. Alexa era la partner di Hans, faceva la maniaca della pulzia e si comportava in modo strano prendendo appunti sul suo taccuino, ma dopo la sua sospensione ha cambiato completamente atteggiamento.
- Kris Freiberg: Kris Freiberg è arrivato al distretto 21 all'inizio della stagione 14, lui ama i tatuaggi, e nella il poliziotto non è il suo unico lavoro. La sua Partner è Pinar Aslan.
- Pinar Aslan: Pinar Aslan veniva da un distretto di polizia berlinese, ha chiesto il trasferimento perché voleva allontanarsi dalla sua famiglia che faceva parte di un clan criminale, infatti nei primi episodi della stagione 14 c'è stata un'indagine che riguardava degli spari tra il clan della sua famiglia e un clan di motociclisti, Pinar non era alla sua prima esperienza di polizia, quindi è stata affiancata a Kris Freiburg che è leggermente meno esperto, ma comunque professionale. Alla fine verrà sostituita all'inizio della stagione 17 da Desirée "Daisy" Petersen

### L'ospedale EKH
- Dottoressa Juliane Dietrich: primario del reparto. Molto competente e affidabile ma alquanto autoritaria. In perenne conflitto con la Jacobi che rimprovera di mancanza di distacco sul lavoro. Tuttavia quando Anna viene riportata moribonda all'EKH, si prodiga per salvarla e piange amaramente la sua morte. Esce di scena al concludersi della seconda serie.

- Dottoressa Anna Jacobi: Anna è una dottoressa estremamente disponibile e compassionevole verso i pazienti,ed è innamorata, ricambiata, da Nils. Il giorno prima del suo matrimonio, mentre è in giro con la madre per le ultime incombenze relative alla cerimonia e al rinfresco, nota un bambino sofferente e mentre lo soccorre viene investita da un'auto. Muore lo stesso giorno all'EKH, dopo un'effimera ripresa.

- Dottoressa Jasmin Jonas: ha alle spalle anni di lavoro nelle missioni umanitarie in varie parti del mondo. Dapprima affiancata ad Anna Jacobi, la sostituisce dopo che quest'ultima è tragicamente morta. È competente ed anche lei molto umana: rispetta puntigliosamente la privacy dei pazienti. Del suo privato non sappiamo molto, tranne che è la nipote di Martin Berger. Nella terza serie s'innamora del poliziotto nuovo arrivato Henning Storm, ma l'importuna presenza dell'ex moglie di lui la mette in crisi.

- Dottor Philipp Haase: è il giovane medico che viaggia sulle ambulanze. È molto bravo e provvisto del sangue freddo necessario ad una specializzazione come la sua. È leggermente ipocondriaco: teme che i pazienti possano infettarlo o che lievi incidenti che subisce possano nascondere chissà quali pericoli per la sua salute. Del suo privato sappiamo poco o niente.
- Jhon Paramedico: Jhon è un paramedico molto giovane e bravo, è spesso presente negli episodi e ha un talento eccezionale.

- Dottoressa Helen Anneza: è una dottoressa che dopo un'indagine al distretto, diventa amica di Melanie. Alla fine del penultimo episodio della settima stagione le due si baciano. Ma, pochi giorni dopo, Melanie viene colpita da uno sparo e Helen è la dottoressa di turno che la soccorre. Nel corso dell'ultimo episodio Melanie tuttavia non accetta le proposte di Helen, la quale le garantisce che durante il decorso della malattia lei starà nella sua casa, dato che in un primo momento Melanie aveva perso la sensibilità alle gambe per l'operazione subita. Esce di scena alla fine dalla settima stagione.